# Steve Thompson

a Compétitions nationales et continentales officielles uniquement.

b Matchs officiels uniquement.
Dernière mise à jour le 12 novembre 2011.
Stephen Geoffrey Thompson dit Steve Thompson, né le 15 juillet 1978 à Hemel Hempstead, est un joueur de rugby à XV international anglais qui a évolué au poste de talonneur.

## Biographie

### En club
Il a joué avec les Northampton Saints entre 1998 et 2006. En 2005-06, il dispute le Challenge européen et le Championnat d'Angleterre.
Il a disputé cinq matchs de coupe d'Europe pendant chaque saison 2003-04 et 2004-05.
En 2006, après avoir passé sept saisons avec les Northampton Saints, il a un temps pensé à une retraite sportive forcée à la suite de sérieux problèmes aux cervicales. Il rejoint finalement le CA Brive en 2007 grâce au travail de Bernard Faure en tant que conseiller en recrutement et en technique, puis après des examen médicaux, il est autorisé à rejouer. Pour la saison 2007-2008 il évolue donc dans le Top 14 en tant que talonneur supplémentaire au CA Brive. En 2010 après trois saisons à Brive, il retourne en Angleterre et rejoint Leeds Carnegie. 
En mai 2011 il indique qu'il signe un contrat de 3 ans avec les London Wasps, mais il ne sera titulaire qu'une seule fois. Le 3 décembre 2011 Thompson annonce sa retraite immédiate après des blessures sérieuses répétées au cou, subies fin octobre. Cette blessure exigeant une intervention chirurgicale pour soulager les symptômes d'engourdissement et de vertige, il est contraint de mettre un terme à sa carrière rugbystique.

### En équipe nationale
Il a eu sa première cape internationale le 2 février 2002, à l’occasion d’un match du Tournoi des Six Nations contre l'équipe d'Écosse. 
Il remporte la Coupe du monde 2003 et est nommé comme l'un des trois meilleurs joueurs du monde. 
Il a disputé deux test matchs avec les Lions britanniques, en 2005 (Nouvelle-Zélande).

### Après la fin de sa carrière
En 2020, après la fin de sa carrière, il est diagnostiqué d'une démence précoce et d'une encéphalopathie traumatique chronique (ETC) à cause des nombreuses commotions reçues lors de matchs. Il raconte ne pas se souvenir d'avoir gagné la Coupe du monde de rugby à XV 2003 et perd régulièrement la mémoire — jusqu'à oublier le prénom de sa femme,,.

### Distinctions
- 2003 : Ordre de l'Empire britannique[3]

## Palmarès

### En club
- Vainqueur de la Coupe d'Europe en 2000

### En équipe nationale

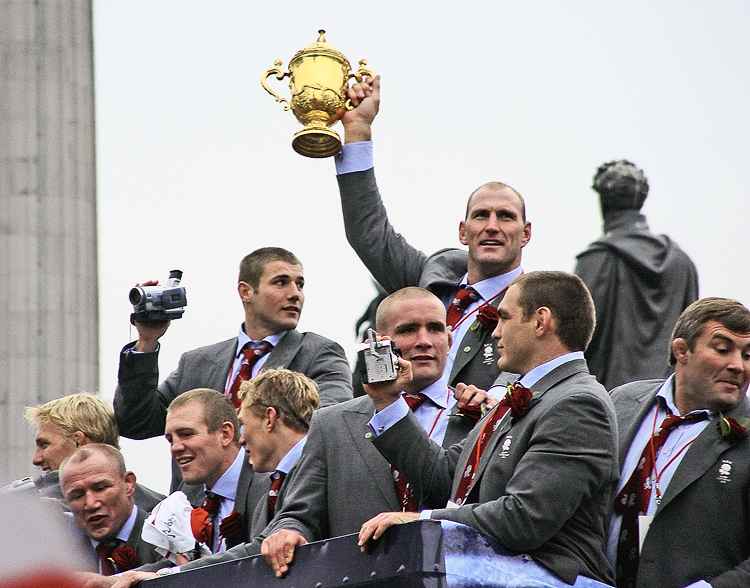
Triomphe pour les Anglais champions du monde en 2003.

Le titre de Champion du monde 2003 reste l'exploit le plus retentissant de la carrière de Steve Thompson.
Le joueur participe à deux coupes du monde, avec un titre de champion du monde 2003. Il remporte également un tournoi en 2003, réalisant le Grand Chelem et un deuxième en 2011.

### Coupe du monde
| Édition               | Rang               | Résultats Angleterre | Résultats S. Thompson | Matchs S. Thompson |
| --------------------- | ------------------ | -------------------- | --------------------- | ------------------ |
| Australie 2003        | Champion du monde  | 7 v, 0 n, 0 d        | 6 v, 0 n, 0 d         | 6/7                |
| Nouvelle-Zélande 2011 | Quart-de-finaliste | 4 v, 0 n, 1 d        | 4 v, 0 n, 1 d         | 5/5                |

Légende : v = victoire ; n = match nul ; d = défaite.

### Tournoi
| Édition                      | Rang | Résultats Angleterre | Résultats S. Thompson | Matchs S. Thompson |
| ---------------------------- | ---- | -------------------- | --------------------- | ------------------ |
| Tournoi des Six Nations 2002 | 2    | 4 v, 0 n, 1 d        | 4 v, 0 n, 1 d         | 5/5                |
| Tournoi des Six Nations 2003 | 1    | 5 v, 0 n, 0 d        | 5 v, 0 n, 0 d         | 5/5                |
| Tournoi des Six Nations 2004 | 3    | 3 v, 0 n, 2 d        | 3 v, 0 n, 2 d         | 5/5                |
| Tournoi des Six Nations 2005 | 4    | 2 v, 0 n, 3 d        | 2 v, 0 n, 3 d         | 5/5                |
| Tournoi des Six Nations 2006 | 4    | 2 v, 0 n, 3 d        | 2 v, 0 n, 3 d         | 5/5                |
| Tournoi des Six Nations 2010 | 3    | 2 v, 1 n, 2 d        | 2 v, 1 n, 1 d         | 4/5                |
| Tournoi des Six Nations 2011 | 1    | 4 v, 0 n, 1 d        | 4 v, 0 n, 1 d         | 5/5                |

Légende : v = victoire ; n = match nul ; d = défaite ; la ligne est en gras quand il y a Grand Chelem.

## Statistiques

### En équipe nationale
En dix années, Steve Thompson dispute 73 matchs avec l'équipe d'Angleterre au cours desquels il marque quatre essais et vingt points. Il participe notamment à sept Tournois des Six Nations (34 matchs) et à deux Coupes du monde en 2003 et 2011 pour un total de onze rencontres disputées,. 

### Avec les Lions britanniques
Steve Thompson participe à une tournée des Lions britanniques en 2005 au cours de laquelle il joue six matchs. Il dispute notamment trois test matchs : un contre l'Argentine et deux contre les All Blacks.